# Herodes Filipe
Herodes Filipe (4 a.C. — 34), filho de Herodes, o Grande, é um dos obscuros herodianos, muitas vezes confundido com seu meio-irmão, o tetrarca Filipe.

## Biografia
Quando Herodes, o Grande, dispôs sobre o futuro de seu reino, através de um testamento, Herodes Filipe foi simplesmente esquecido. No entanto, parece que, de início, o propósito do rei era lhe conceder uma posição de destaque, haja vista que lhe destinou por esposa sua neta, Herodias, então com apenas 4 anos, atitude típica de um monarca interessado em manter o poder exclusivamente no seio da própria família. 
Mas o casamento com Herodias pode ter sido a causa do infortúnio de Herodes Filipe, isso porque sua esposa era filha de Aristóbulo, nascido de Herodes com a princesa hasmoniana Mariana, morta por ordem do marido, sob a acusação de adultério. Anos mais tarde, Aristóbulo também seria executado, por suspeita de conspirar contra o pai. Acredita-se que esses fatos fizeram cair em desgraça todos os que tinham vínculos diretos ou indiretos com a família de Mariana.
O certo é que Herodes Filipe foi mandado para Roma, junto com a esposa, numa espécie de exílio dourado, onde viveu todo o resto de sua vida, em quase absoluta obscuridade. Aliás, ele já estava na capital do império quando seu meio-irmão, Herodes Antipas, o visitou e acabou se envolvendo com Herodias, que não relutou em deixar o marido para viver com o Tetrarca, levando consigo a filha do casal, Salomé. 
É desconhecido o que aconteceu com Herodes Filipe após esse episódio. Não se sabe se voltou a casar-se e se teve outros filhos.
Em certas passagens de sua "Antiguidades Judaicas", Josefo refere-se a ele com o nome alternativo de Herodes Boethus.

## Genealogia
- Pais: Herodes, o Grande e Mariana II da Judeia
- Filhos: Com Herodias: Salomé